# Edmund Lewandowski

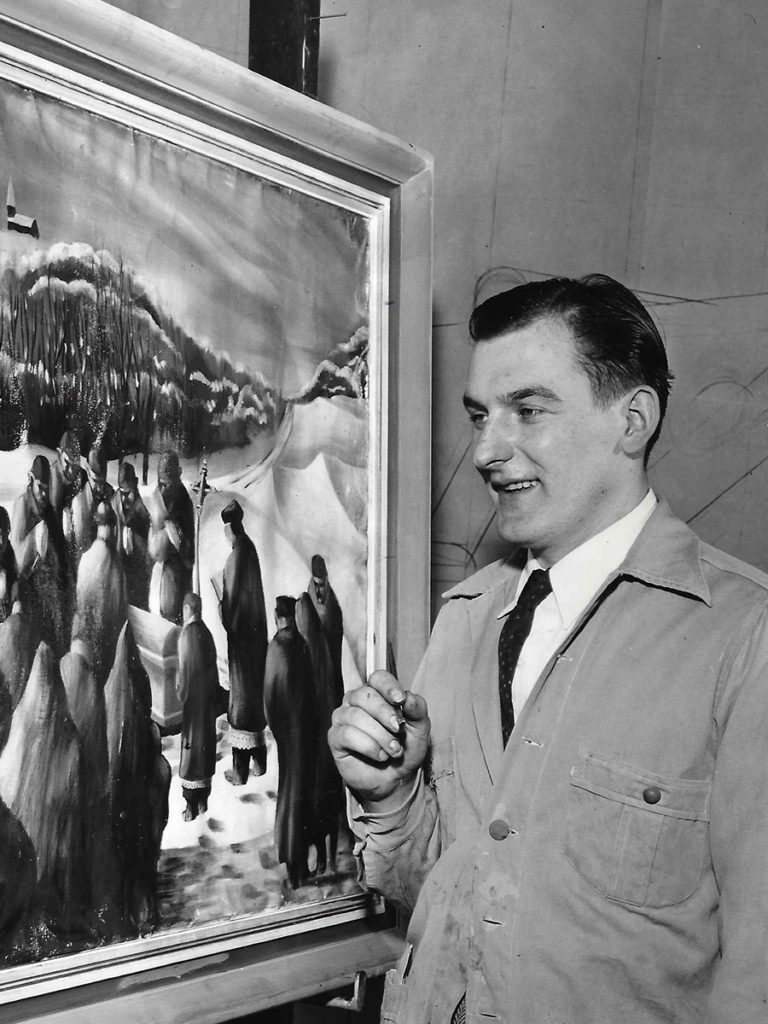
Edmund Lewandowski (1940)

Edmund D. Lewandowski (* 3. Juli 1914 in Milwaukee, Wisconsin; † 7. September 1998 in Rock Hill, South Carolina) war ein US-amerikanischer Maler, Mosaikkünstler und Kunstpädagoge. Er wird dem Präzisionismus (engl. Precisionism) zugeordnet.

## Leben
Edmund Lewandowski studierte an der Layton School of Art in seiner Heimatstadt. Nach seinem Abschluss arbeitete er zunächst als Lehrer an öffentlichen Schulen und als freischaffender Illustrator, bevor er im Jahr 1936 in die Downtown Gallery der New Yorker Kunsthändlerin Edith Halpert aufgenommen wurde. Trotz dieser Verbindung zur New Yorker Kunstszene lebte er weiterhin im Mittleren Westen der USA. In den Jahren 1939 und 1940 schuf er im Rahmen des Federal Art Project Wandgemälde für Postämter in Caledonia (Minnesota), Hamilton (Illinois) und Stoughton (Wisconsin). Während des Zweiten Weltkriegs diente er von 1942 bis 1946 bei den United States Army Air Forces, wo er als Kartograf und an Tarnprojekten tätig war. Nach dem Krieg kehrte er 1947 an die Layton School of Art zurück und arbeitete dort zunächst als Dozent. Von 1949 bis 1954 unterrichtete er an der Florida State University, dann kehrte er wieder an die Layton School zurück und wirkte dort bis 1972 als Direktor. Ab 1973 war er Professor und Leiter des Fachbereichs Kunst an der Winthrop University in Rock Hill, South Carolina, bis er 1984 emeritiert wurde.

## Werk
Edmund Lewandowski gilt als einer der bedeutendsten Vertreter des Precisionism, einer Kunstrichtung, die sich durch klare geometrische Formen, sachliche Reduktion und glatte Oberflächen auszeichnet. In seinen Gemälden verband er kubistische Elemente mit einem realistischen Darstellungsansatz und konzentrierte sich auf Architektur, Industrieanlagen, Werften, Farmgebäude und Maschinen. Ab den 1950er Jahren widmete er sich zudem der Gestaltung von Wandmosaiken. Eine Italienreise im Jahr 1953 inspirierte ihn zu dieser Technik. Zu seinen bekannten Arbeiten gehören Mosaike für das Milwaukee War Memorial Center sowie für Gebäude in Flint (Michigan), Menasha, Wausau und Charlotte (North Carolina). Neben industriellen Motiven prägten auch maritime Themen sein Werk. Mehrfach stellte er Schiffe und Hafenanlagen dar, darunter eine Serie zur SS Edmund Fitzgerald. Seine Werke wurden unter anderem im Museum of Modern Art, im Metropolitan Museum of Art und im Art Institute of Chicago ausgestellt. Heute befinden sie sich in bedeutenden Sammlungen wie dem Milwaukee Art Museum, dem San Francisco Museum of Modern Art und dem Brooklyn Museum.